# Пуцонці (община)
Община Пуцонці (словен. Občina Puconci) — одна з общин Словенії. Адміністративним центром є місто Пуцонці.

## Населення
У 2011 році в общині проживало 6119 осіб, 2966 чоловіків і 3153 жінок. Чисельність економічно активного населення (за місцем проживання), 2299 осіб. Середня щомісячна чиста заробітна плата одного працівника (EUR), 951,40 (в середньому по Словенії 987.39). Приблизно кожен другий житель у громаді має автомобіль (49 автомобілі на 100 жителів). Середній вік жителів склав 43,1 роки (в середньому по Словенії 41.8). 